# Eugen Bjørnstad
Eugen Bjørnstad (ur. 12 grudnia 1909, zm. 13 sierpnia 1992) – norweski kierowca wyścigowy.

## Życiorys
Bjørnstad był dilerem samochodowych, który rozpoczął ściganie się samochodem Bugatti. Następnie kupił Alfę Romeo Monza. Samochodem tym w 1933 roku wygrał Grand Prix Lwowa, a rok później – Grand Prix Finlandii. W 1936 roku triumfował w Grand Prix Finlandii, Hörkenloppet, Zimowym Grand Prix Szwecji i Grand Prix Norwegii. Alfą Romeo wygrał jeszcze Flatenloppet i Fredenloppet w 1937 roku. W roku 1937 zakupił ERA A-Type, którym zwyciężył w Grand Prix Turynu w klasie voiturette. Później zarzucił ściganie i skupił się na sprzedaży samochodów, a następnie przeprowadził się do Stanów Zjednoczonych. Zmarł latem 1992 roku.
Charakterystyczny był bardzo agresywny styl jazdy Bjørnstada. Taktyką Norwega było natychmiastowe objęcie prowadzenia i utrzymanie go za wszelką cenę, przez co był on często oskarżany o falstarty i blokowanie.